# Goleta peckhami
Goleta peckhami är en spindelart som beskrevs av Simon 1900. Goleta peckhami ingår i släktet Goleta och familjen hoppspindlar. Inga underarter finns listade i Catalogue of Life.